# Emilia Gómez Muñoz
Emilia Gómez Muñoz (Casinos, 1929) va ser una raquetista professional valenciana que va estar activa durant 36 anys. Coneguda pel sobrenom Emi la Raquetista va ser una de les primeres dones en practicar l'esport de manera professional, jugant a la pilota en frontons de tot Espanya i d'Amèrica entre els anys 1917 i 1980.

## Biografia
Emilia Gómez va nàixer en la localitat de Casinos el 1929 però, amb 13 anys, es trasllada amb la seua família a la capital de València. El frontó Jai Alai de la ciutat va ser inaugurat quan Emília era una xiqueta i li portava el seu pare. Emília va voler jugar des de menuda, però en aquell moment, el ministre i delegat nacional d'esports Moscardó, durant la dictadura franquista, va dir que no era apropiat que les dones jugaren perquè era violent, li semblava, a més, poc femení i causa d'esterilitat. Les queixes del sector van aconseguir que se suavitzaren les mesures del polític militar, encara que va prohibir concedir noves llicències i l'obertura de més frontons. També va ordenar que les bruses femenines tingueren mangues i s'allargaren les faldilles fins al turmell, la qual cosa dificultava els moviments. Les faldilles van tornar al genoll en els anys 50 i, a partir d'aquell moment, es van anar escurçant a poc a poc.
Com Emi era molt menuda, va començar com a tita (aplegapilotes), les agafava darrere de la xarxa, però prompte va començar a entrenar; va haver de tallar una mica el mànec de la raqueta, ja que, en cas contrari, colpejava el sòl. Tot i les barreres va debutar el 1944 a l'edat de 14 anys a València. Més tard, va jugar a Barcelona, i en frontons de Madrid, Sevilla, València, País Basc, Mèxic i Cuba. Es va acomiadar de la raqueta el 1980.

## Homenatges
- El 8 de març de 2018 va rebre el Premi Carmen Adarraga del Diputació Foral de Guipúscoa en Orona.[6]
- El 9 d'octubre de 2018 va rebre la Medalla de la Generalitat al Mèrit Esportiu per ser pionera en el joc de pilota femení.[7][8][9]
- Al juny de 2019 va rebre un homenatge i una placa de la Federació de Frontenis i Ball de la Comunitat Valenciana.[10]